# Dølahest
De dølahest of døle is een trek- en tuigpaard uit Noorwegen. Er zijn twee varianten, de døle draver en de døle Gudbrandsdal. De døle draver wordt beschouwd als een subtype van de Gudbrandsdaler maar ook wel als een apart ras. De Gudbrandsdaler is een klein trekpaard, bekend om zijn trekkracht en behendigheid, terwijl de døle draver een kleiner, sneller paard is dat wordt gebruikt voor drafsport. De døle komt oorspronkelijk uit het Gudbrandsdal. In de loop van de tijd zijn verschillende volbloedpaarden ingekruist, vooral in de 19e eeuw. In 1941 werd een stamboek opgericht. Dieren van beide rassen worden streng geselecteerd voordat ze in dit stamboek worden opgenomen, wat heeft geleid tot een verbetering van het ras. De huidige rasvereniging ontstond in 1947. Hoewel oorspronkelijk gebruikt als pakpaard, wordt het zwaardere døle-type tegenwoordig voornamelijk gebruikt voor landbouwdoeleinden.

## Geschiedenis van het ras
De døle zou zijn ontstaan in het Gudbrandsdal, een vallei in de provincie Oppland. Waarschijnlijk is hij deels een afstammeling van de fries, aangezien de twee rassen qua uiterlijk vergelijkbaar zijn en de Friezen tussen 400 en 800 na Christus bekende handelaren waren. Er was ook uitwisseling van paarden tussen West-Noorwegen en Noord-Engeland in de 9e tot en met de 11e eeuw. Dit heeft waarschijnlijk geleid tot de sterke gelijkenis tussen de rassen døle, Fries, fellpony en dalespony. Twee hengsten, Odin en Mazarin genaamd, hadden een grote invloed op de ontwikkeling van de døle. Odin was een volbloedhengst (sommige bronnen menen een norfolkdraver), geïmporteerd in Noorwegen in 1834. Alle huidige dølepaarden zijn erfelijk verbonden met Odin. In 1849 werd een kleinzoon van Odin, de hengst Veikle Balder 4, geveild. Deze wordt beschouwd als de stamhengst van het zwaardere type døle. Een hengst genaamd Brimen werd door fokkers gebruikt om paarden van het zwaardere type døle te verbeteren voor trekpaarddoeleinden. In de 19e eeuw begon de drafsport populair te worden in Noorwegen en fokkers zochten een paard dat hiervoor geschikt was. Vervolgens werd een kleinere, lichtere, snellere variant van het type Gudbrandsdaler ontwikkeld. Hiervoor gebruikte men verschillende typen, waaronder diverse draverrassen. Deze døle draver werd tussen 1840 en 1860 vooral beïnvloed door de hengsten Toftebrun en Dovre (een arabier).
In 1872 werd de Gudbrandsdaler opgesplitst in twee typen: een klasse voor zwaardere landbouw- en trekpaarden en een klasse voor lichtere race- en rijpaarden. In 1875 werd de Norwegian Trotting Association opgericht door liefhebbers van het tweede type. In 1902 werd het eerste stamboek voor de Gudbrandsdaler gepubliceerd, met hengsten van beide typen, geboren tussen 1846 en 1892. In 1903 begon de Norwegian Trotting Association in de registratie een onderscheid te maken tussen raszuivere en ingekruiste paarden. Tegelijkertijd werden de normen aangescherpt en werd de eerste inspectiecommissie opgericht. In 1965 werd het stamboek goedgekeurd door het Noorse ministerie van Landbouw. De døle draver wordt soms beschouwd als een subtype van de Gudbrandsdaler en soms als een apart ras. De belangstelling voor de Gudbrandsdaler duurde voort tijdens de Tweede Wereldoorlog en de paarden werden tijdens de bezetting van Noorwegen door Duitsland intensief gebruikt. De aantallen en belangstelling namen na de oorlog af doordat de toenemende mechanisatie de vraag naar trekdieren verminderde. In 1962 werd er echter een fokcentrum opgericht om de populatie te helpen behouden. Eerder al, in 1947, was de National Dølehorse Association opgericht om het ras te promoten.

## Raskenmerken
Døles wegen 540 tot 630 kg en zijn meestal bruin of zwart. Kastanje en dun komen minder vaak voor. Witte aftekeningen kunnen voorkomen op het hoofd en de benen, vooral bij de draver. Het hoofd is zwaar met een recht profiel, de nek vrij kort en gespierd, de schoft matig uitgesproken en breed, de borst breed en diep en de schouder sterk, gespierd en schuin. De rug is lang en het achterste deel breed, gespierd en licht aflopend. De benen zijn kort maar stevig en gespierd, met brede, stevige gewrichten en sterke hoeven. Op een bepaald moment in de geschiedenis van het ras was het vatbaar voor zwakke benen en lage vruchtbaarheid, maar deze problemen zijn inmiddels verholpen. Dølepaarden lijken sterk op de Britse fell- en dalespony's, die zijn voortgekomen uit dezelfde voorouderlijke stam.
Wanneer ze worden aangeboden voor beoordeling en stamboekinspectie worden de zwaardere Gudbrandsdalers getest op trekkracht en draf. Bij het lichtere type moeten röntgenfoto's worden getoond die aantonen dat de knie en onderbenen vrij zijn van defecten en hengsten moeten bevredigende resultaten hebben op de baan voordat ze mogen worden gebruikt voor de fokkerij. Driejarige hengsten kunnen echter tijdelijke vergunningen krijgen voordat ze aan hun racecarrière beginnen als hun uiterlijk, fokkwaliteit en drafvaardigheid als acceptabel worden beschouwd. Merries van het draverstype met de juiste bouw die niet snel genoeg zijn tijdens het beoordelen, kunnen worden geregistreerd als het zwaardere type. Deze strikte normen hebben de kwaliteit van het døle-ras de afgelopen decennia verbeterd. Hoewel de døle een van de kleinste trekpaardrassen is, beschikt hij over een grote trekkracht en is hij ook winterhard en behendig. Het paard staat vooral bekend om zijn uitstekende draf, zoals blijkt uit het lichtere subtype van het ras. Aan het eind van de 20e eeuw werd het kruisen van de twee typen vrij gewoon; hierdoor werd het ras veel uniformer, met minder verschillen tussen de typen.

## Toepassingen
Oorspronkelijk werden Gudbrandsdalers gebruikt als pakpaarden op handelsroutes door heel Noorwegen, waarvan de belangrijkste Oslo met de Noordzee verbond en door het Gudbrandsdal liep. Ze werden voornamelijk gebruikt voor zware trek- en landbouwwerkzaamheden, maar ook voor houttransport, terwijl de lichtere døle voornamelijk werd gebruikt voor tuigraces. De Gudbrandsdaler leverde een belangrijke bijdrage bij de vorming van het Noord-Zweeds paard, en de twee rassen lijken qua uiterlijk sterk op elkaar. Wanneer de døle draver en het Noord-Zweedse paard worden gekruist, ontstaat een lichter paard met meer voorwaartse gang dat vaak wordt gebruikt voor drafrennen met sulkies. De Gudbrandsdaler is ook gekruist met Zweedse warmbloeden om rijpaarden te krijgen.